# 比利亚努埃瓦和赫尔特鲁
比利亚努埃瓦和赫尔特鲁（西班牙語：Villanueva y Geltrú，西班牙語發音：[biʎaˈnweβa i xelˈtɾu]，加泰隆尼亞語發音：[ˌbiləˈnɔβə j lə ʒəlˈtɾu]）是西班牙加泰罗尼亚巴塞罗那省的一个市镇。总面积34平方公里，总人口5423人（2001年），人口密度1595人/平方公里。

## 友好城市
- 法國 梅里尼亚克